# Калигенија
Калигенија (или Калигенеја) је у грчкој митологији била нимфа.

## Митологија
Њено име означава да је рођена лепа. Највероватније је била кћерка речног бога Кефиса. Била је Најада са светог извора Калихоре и дадиља богиње Деметре и њене кћерке Персефоне. Као таква, била је једно од божанстава елеусинских мистерија. Могуће је и да је ово име било само епитет богиње Деметре или Геје.

## Биологија
Латинско име ове личности (Calligenia) је назив за род у овиру групе лептира.